# I-Television
I-Television (株式会社あいテレビ?, Kabushiki-gaisha i-TV, stilizzata come i-Television) abbreviata con la sigla ITV, è un'emittente televisivo giapponese, affiliato con il JNN. La sede è situata in Matsuyama, nella prefettura di Ehime.
L'accesso della rete al digitale terrestre è avvenuta il 1º ottobre 2006.